# 中原幸子
中原 幸子（なかはら さちこ）は、日本のスタイリスト、衣装デザイナー。埼玉県熊谷市出身。
中高時代は陸上部でオリンピックを目指していたが、18歳のときに腰を骨折し2年間引きこもり状態になる。20代後半で単身渡米し、有名ブランドのアシスタントとして勤務。帰国後に国内のアニメ衣装や舞台衣装に携わる。

## 仕事

### アーティスト
- Anly+スキマスイッチ=
  - 「この闇を照らす光のむこうに」MV衣装スタイリング（子供時代のAnly、大橋、常田）[2]
- AKB48 チーム8 単独公演 「Bee School」[3]
- 7ORDER
- SEVENTEEN
- 青[4]

### ゲーム
- アイドリッシュセブン 衣装デザイン、スタイリング
  - TRIGGER 「Treasure!」 衣装デザイン、ヘアアレンジデザイン
  - TRIGGER 「アイドリッシュセブン Second BEAT!」 ミュージカル「Last Dimension〜引き金を引くのは誰だ〜」 衣装デザイン
  - Re:vale 「アイドリッシュセブン Second BEAT!」第15話 「Dis one.」 衣装デザイン
  - Re:vale 「ミライノーツを奏でて」 衣装デザイン
  - IDOLiSH7 「Dancing∞BEAT!!」 衣装デザイン
  - IDOLiSH7 「THE POLiCY」 衣装デザイン、スタイリング
  - TRIGGER 「PLACES」 衣装デザイン
  - Re:vale VD冬のデートSP スタイリング
  - TRIGGER 森永製菓『DARS』アンバサダー スタイリング

### CM
- SOMPOひまわり生命 「家族の喜びの声」本篇[5]
- 具体名なし[6]

### 雑誌
- GIRLS CONTINUE vol.3 梅津瑞樹[7]

### 映画
- 唐人街探偵 東京MISSION

### 舞台
- 劇団☆新感線『メタルマクベス』1〜3[8]
- ミラクル☆ステージ『サンリオ男子』
- 「7ORDER」
- 『仮面ライダー斬月』 -鎧武外伝- 告知用衣装
- 男劇団 青山表参道X 第2回公演「ENDLESS REPATERS-エンドレスリピーターズ-」
- 「RADICAL PARTY - 7ORDER -」
- 『ヒプノシスマイク-Division Rap Battle-』Rule the Stage -track.1-
- 劇団EXILE《勇者の為に鐘は鳴る》[9]
- 「ヘアスプレー」広告用衣装（渡辺直美以外）
- 『ヒプノシスマイク-Division Rap Battle-』Rule the Stage -track.2-
- 『ヒプノシスマイク-Division Rap Battle-』Rule the Stage -track.3-
- 『ヒプノシスマイク-Division Rap Battle-』Rule the Stage -track.4-
- 『ヒプノシスマイク-Division Rap Battle-』Rule the Stage -Flava Edition-
- 『錦田警部はどろぼうがお好き』（2021年3月11日〜2021年3月21日）
- 「ROAD59 -新時代任侠特区-」
- 『タンブリング』（2021年6月11日〜2021年6月17日）
- 「グリース」
- 「BANANA FISH」The Stage（2021年6月10日〜2021年6月20日）
- 「千と千尋の神隠し」